# Placosoma glabellum
Espèce
Synonymes
- Cercosaura glabella Peters, 1870

Placosoma glabellum est une espèce de sauriens de la famille des Gymnophthalmidae.

## Répartition
Cette espèce est endémique du Brésil. Elle se rencontre dans les États d'Espírito Santo, de Rio de Janeiro, de São Paulo, du Paraná et de Santa Catarina.

## Publication originale
- Peters, 1870 : Eine Mitteilung über neue Amphibien (Hemidactylus, Urosaura, Tropidolepisma, Geophis, Uriechis, Scaphiophis, Hoplocephlaus, Rana, Entomogossus, Cystignathus, Hylodes, Arthroleptis, Phyllobates, Cophomantis) des Königlich-zoologischen Museums. Monatsberichte der Königlich Preußischen Akademie der Wissenschaften zu Berlin, vol. 1870, p. 641-652 (texte intégral).